# Мурованые Куриловцы
Муро́ваные Кури́ловцы (укр. Муровані Курилівці) — посёлок в Могилёв-Подольском районе Винницкой области Украины.

## История
Первое упоминание о селе Чуриловцы относится к 1492 году. Поселение появилось в бассейне Днестра в пору борьбы с турками и татарами. Место здесь было хорошее: на дороге из Каменца в Могилёв на крутых берегах речушки Жван, одного из притоков Днестра. Основателями поселения стали члены знаменитой в те времена на Подолье семьи Чурилы герба Корчак.
В 1565 году село попало в зависимость от феодала Поляновского.
В середине XVII века София, дочь саноцкого стольника Николая Чурилы и Софьи Лянцкоронской, вдова по князю Янушу Четвертинскому, получила от родителей Чуриловци в подарок ко второму браку с Казимежем Николаем Коссаковским (Kazimierz Mikolaj Kossakowski). Так началась новая ветка старого рода, «Коссаковских на Твиржи и Богородчанах», которым Куриловцы принадлежали в течение следующего столетия. Правнук Казимежа Николая, Станислав Коссаковский (1721—1761), который так и не имел детей с супругой Екатериной из Потоцких (1722—1803), завещал ей все свои галицкие имения, а вот Куриловцы — только на «dozywocie». С конца XVIII века — в собственности шляхтичей Косаковский. После присоединения Правобережья к России владелица имения отказалась присягнуть царице, за что село было у неё отобрано, и передано помещику А. Комару. Комар строит шикарный дворец из материала стоявшего на этом месте замка. Дворец на сегодня хорошо сохранился и является главной достопримечательностью села.
В 1775 года селение получило право на две ярмарки. С 1861 года — центр Мурованокурилецкой волости Ушицкого уезда.
В январе 1989 года численность населения составляла 6661 человек.
По состоянию на 1 января 2013 года численность населения составляла 6039 человек.
С 17 июля 2020 года — в составе Могилёв-Подольского района.

## Экономика
На территории ПГТ действует "Мурованокуриловецкий завод минеральной воды "Регина", сам источник находится в соседней деревне Житники. Завод способен производить до 90 тонн воды в сутки. Данная вода завоевала международное признание на различных выставках, а также по всей Украине.

## Религия
В посёлке действует храм Рождества Пресвятой Богородицы Могилёв-Подольской епархии Украинской православной церкви.

## Достопримечательности
- Дворец помещика А. Комара.
- Остатки крепостных стен замка.
- Крепостной эскарп.
- Арсенал.
- Мост-шлюз через крепостной ров.

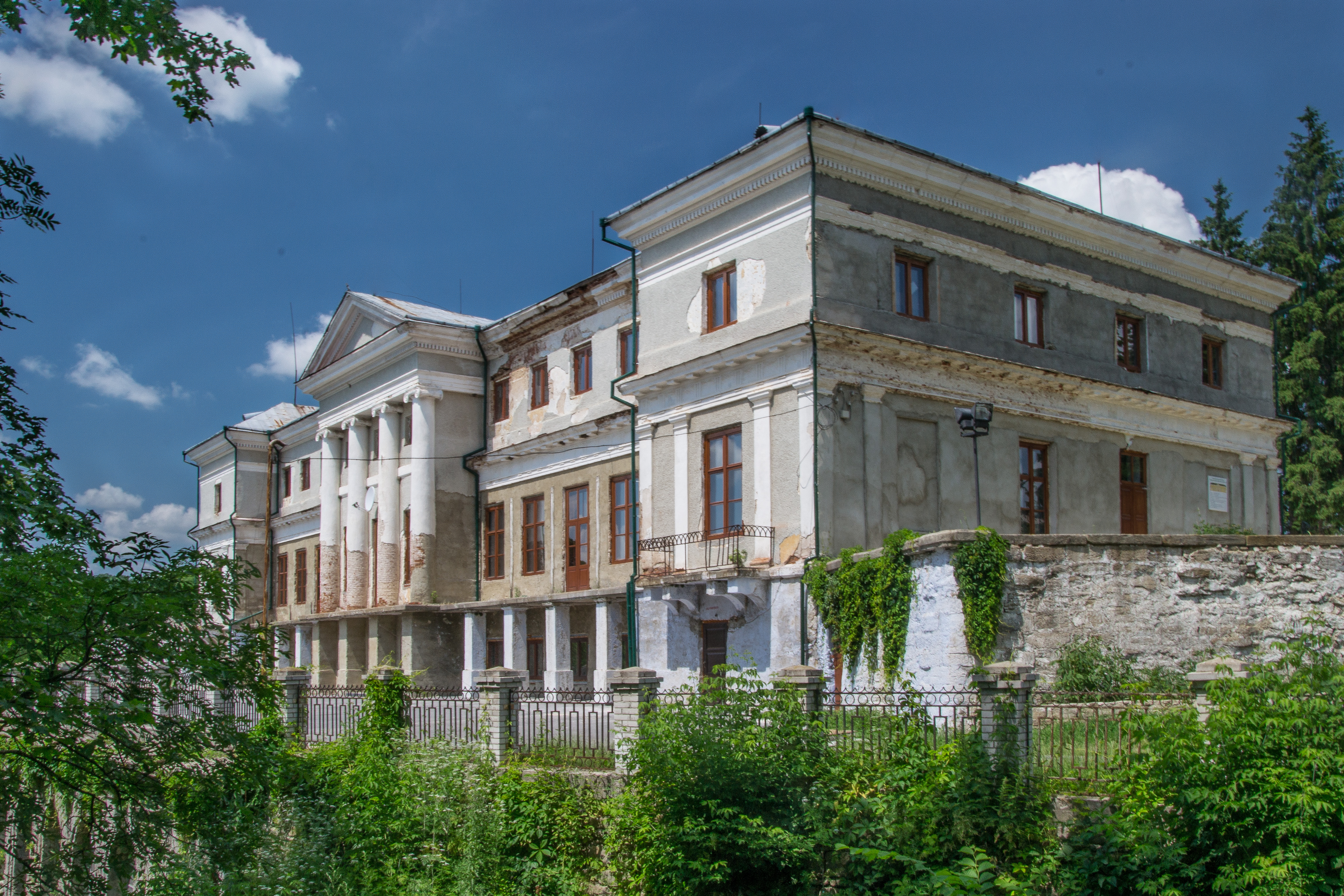
Дворец помещика А. Комара

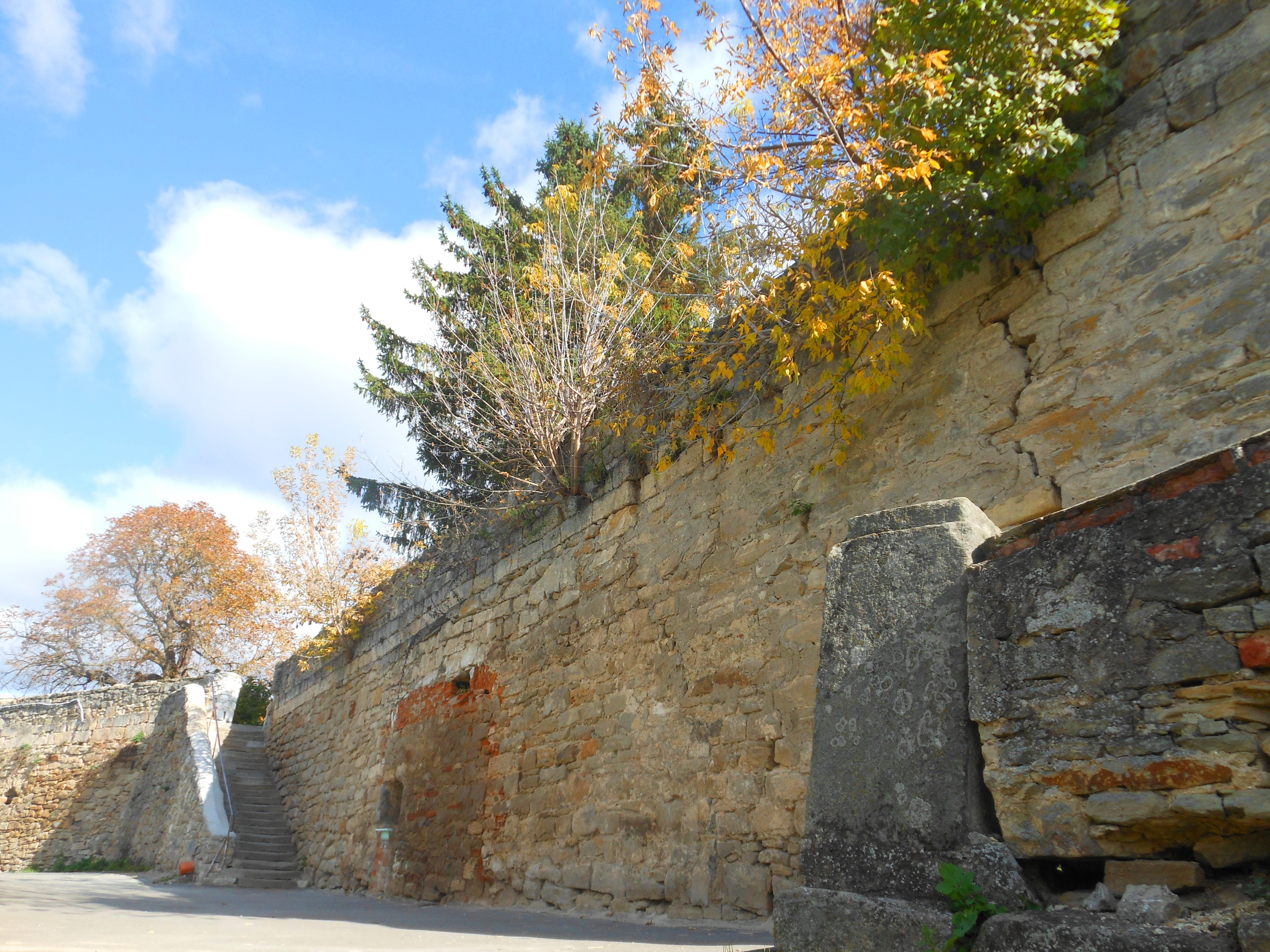
Остатки крепостных стен замка

- Сохранившаяся целостная местечковая застройка в центре посёлка.

## Известные уроженцы
- Давидзон, Яков Борисович — советский и украинский фотохудожник.
- Сумневич, Фёдор Александрович — украинский государственный и политический деятель.